# Lanseria International Airport

i7
i11
i13

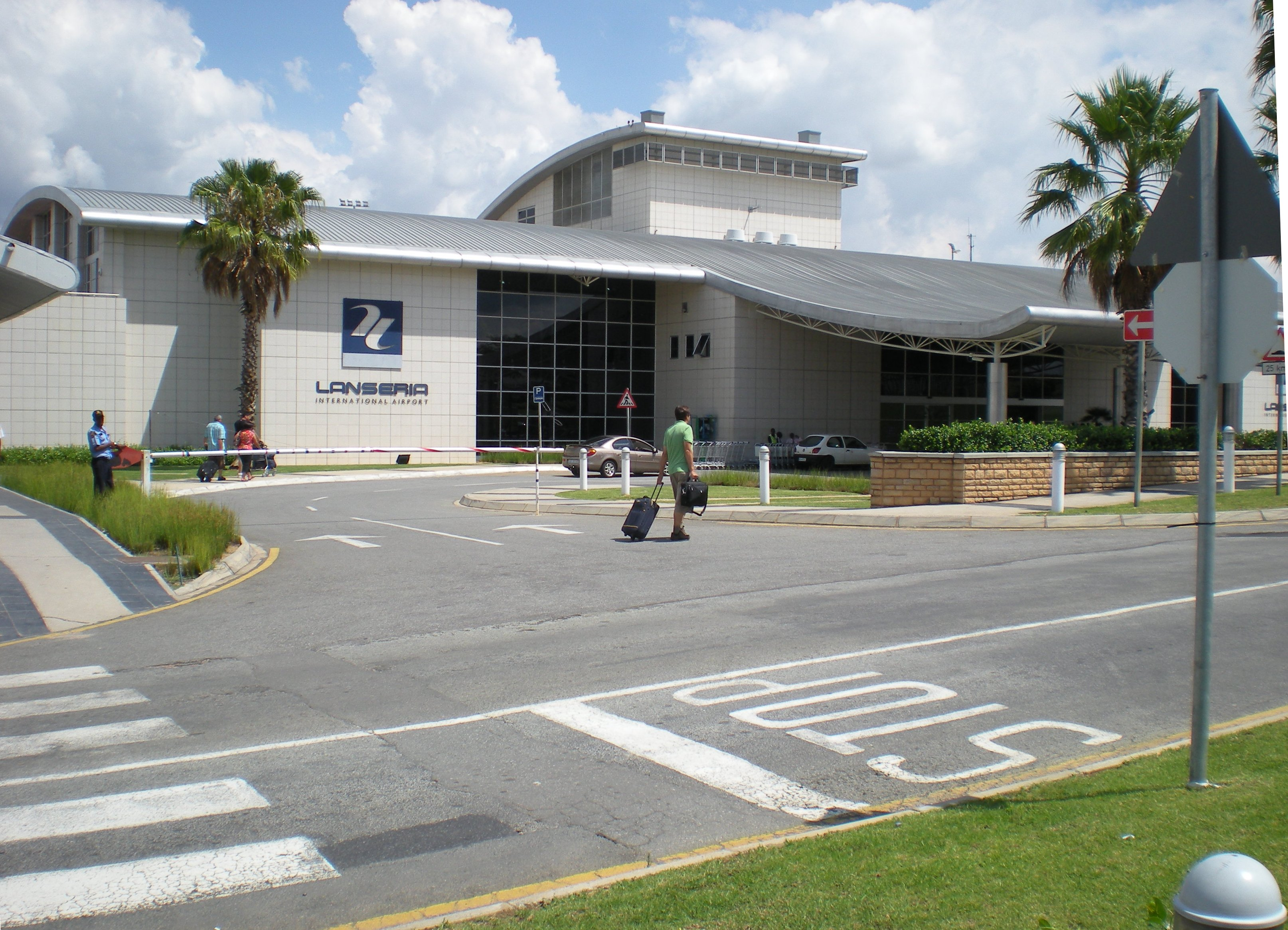
Flughafenhauptgebäude

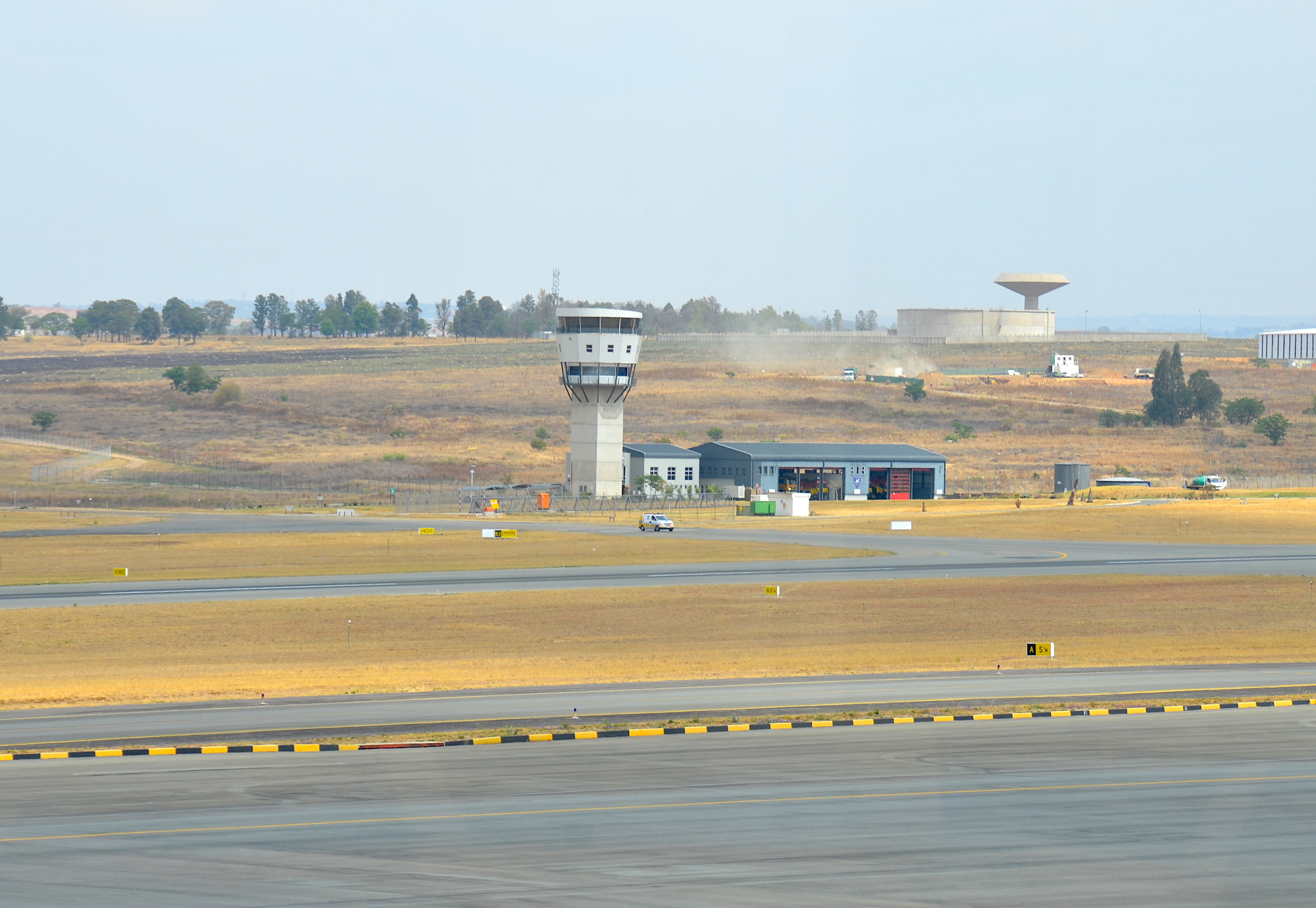
Flugverkehrskontrollturm Lanseria

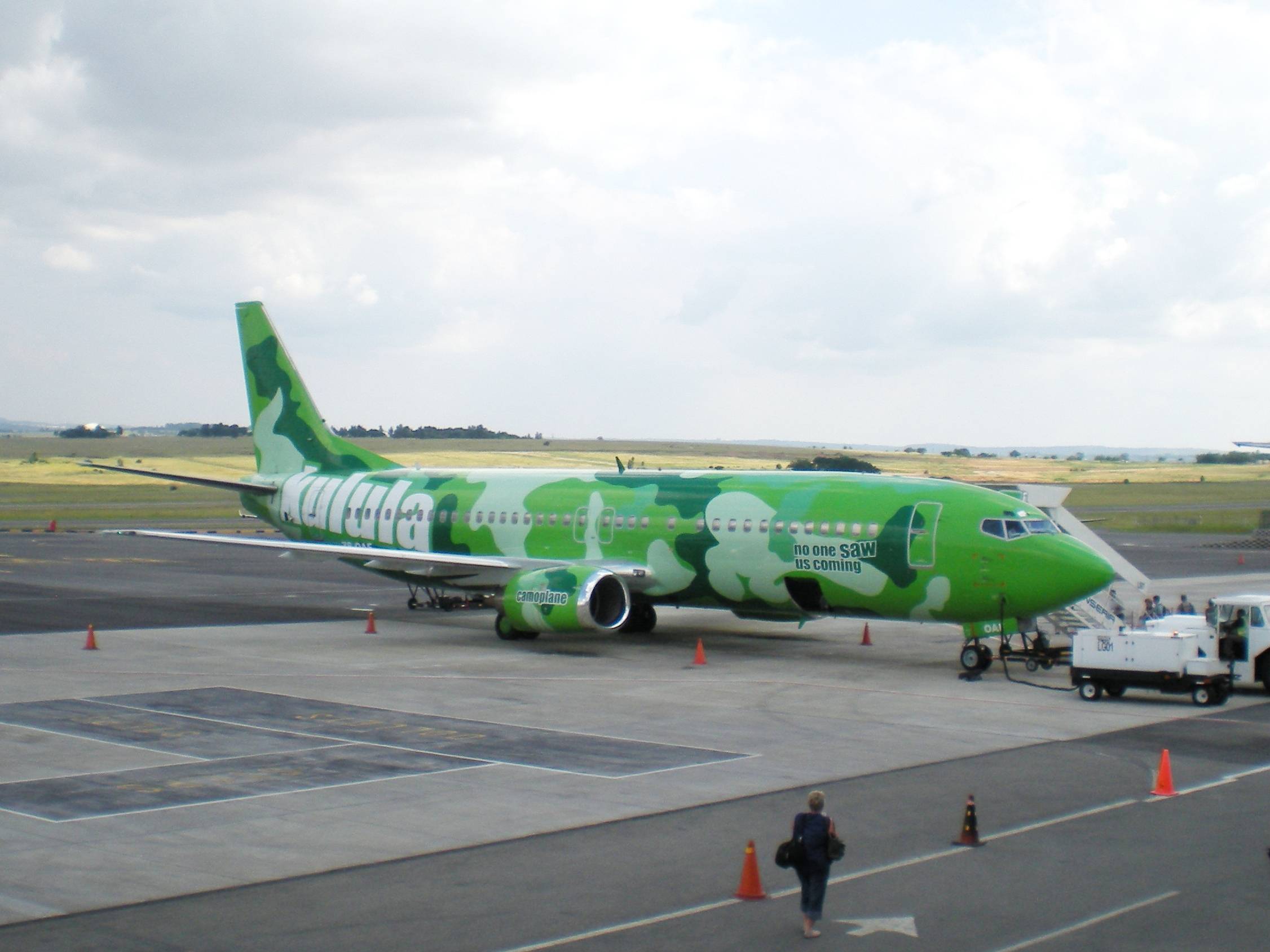
Flugzeug im Jahr 2009

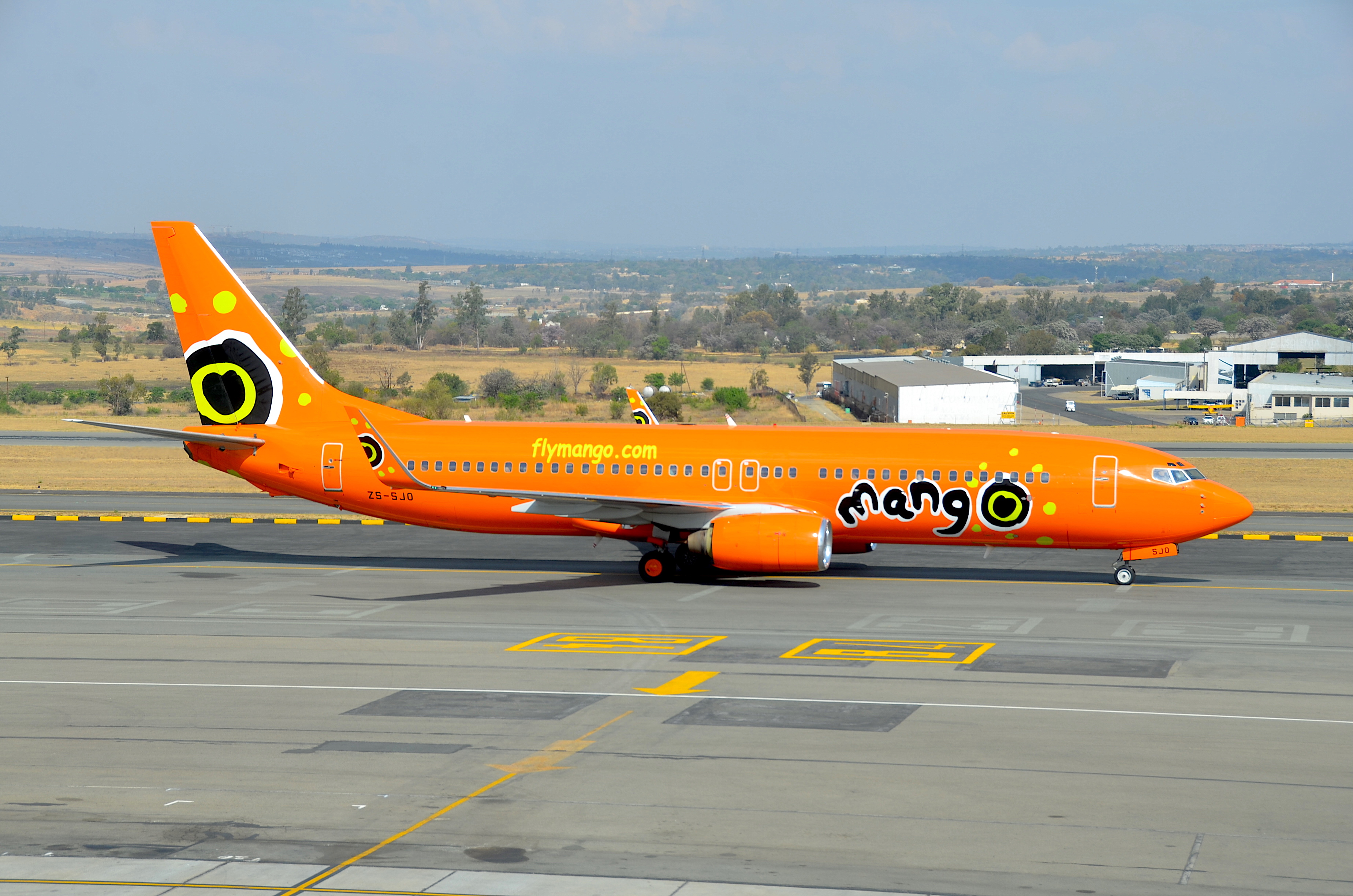
Boeing 737-8BG ZS-SJO von Mango, einem Tochterunternehmen von South African Airways

Der Lanseria International Airport (IATA-Code: HLA, ICAO-Code: FALA) befindet sich im Norden der Metropolgemeinde City of Johannesburg. Er ist der kleinere von zwei Flughäfen der Stadt und – neben dem Flughafen Kruger Mpumalanga International – der einzige in privater Hand liegende internationale Flughafen in Südafrika. Er existiert seit 1974. Betreiber ist die Lanseria International Airport Ltd. und Lanseria Airport 1993 Ltd.

## Lage und Verkehr
Das Flughafengelände befindet sich in einem ländlich geprägten Areal der Großregion von Johannesburg in der Gemarkung Lanseria und wenige Kilometer von den Ortschaften Randburg und Midrand entfernt. Die wichtigste Verkehrsanbindung ist die Regionalstraße R512, hier Pelindaba Road genannt. In Folge des gestiegenen Passagierzahlen wird nach einer Sanierung der R512 nun ein zweispuriger Ausbau ihrer Fahrbahnen vom Knotenpunkt mit der Nationalstraße N14 erwogen.

## Fluggesellschaften  und Ziele
Der Flughafen wird (Stand Februar 2020) von drei nationalen Fluggesellschaften bedient: die staatliche Mango sowie die privaten Kulula und FlySafair. Mango hat ihren Rückzug zu Ende März 2020[veraltet] bekanntgegeben.
Es werden von Lanseria (Stand Februar 2020) tägliche Flüge nach Kapstadt und Durban sowie Gqeberha angeboten. Einmal pro Woche wird der Flughafen Sansibar in Tansania angeflogen.

## Geschichte
Der Bau des Flughafens begann 1974 mit einem Investitionsumfang von 2,7 Millionen Rand. Die Idee zu seinem Standort wurde durch zwei Piloten aus Pretoria, von Fanie Haacke und Abe Sher, in den 1970er Jahren propagiert. Es sollte nach den Vorstellungen in der Gründungsphase der verkehrsreichste Flughafen des Landes werden. Gegen dieses Vorhaben formierten sich aus dem Kreis der betroffenen Farmlandbesitzer Protestaktionen. Am 6. Juni 1972 erklärte der Minister of Planning, J.J. Loots, die Notwendigkeit zum Bau dieser Einrichtung. Es kam durch die Gemeinden Roodepoort und Krugersdorp sowie durch das Transvaal Peri-Urban Board zum Ankauf der benötigten Flächen, die sie an die eigens gegründete Lanseria Management Company für einen Zeitraum von 99 Jahren vermieteten.
Die Inbetriebnahme für die Öffentlichkeit erfolgte am 16. August 1974 während einer Zeremonie mit dem damaligen Transportminister Hannes Rall. Das erste landende Flugzeug war ein Learjet (ZS-MTD).
Im Folgejahr nach seiner Eröffnung war der Flughafen der Veranstaltungsort der Air Africa International ’75, einer Messe auf dem Sektor der internationalen Luft- und Raumfahrt und ein wichtiges Ereignis innerhalb der südafrikanischen Luftfahrtgeschichte. Zum ersten Mal konnten südafrikanische Käufer im eigenen Land aus den neuesten internationalen Angeboten der Flugtechnik und Elektronikausstattung auswählen. Flugdemonstrationen, die ursprünglich nur in Farnborough und Paris gezeigt wurden, kamen hier zur Vorführung.
In Folge dieser erfolgreich verlaufenen Luftfahrtmesse veranstaltete man im Oktober 1977 die Aviation Africa Show mit einem ausgestellten Warenwert von 100 Millionen Rand. Der größte Aussteller war dabei die South African Air Force, die dabei alle Typen der bei ihr im Dienst befindlichen Flugzeuge präsentierte. Ein Ausstellungsobjekt mit strategisch-politischer Bedeutung war dabei eine der in Südafrika produzierten Mirage F1-Variante. Frankreich war zu diesem Zeitpunkt der bedeutendste Rüstungslieferant und Lizenzgeber für in Südafrika produzierte Rüstungsgüter nach französischen Technologiegrundlagen. Diese Information kam in einer Parlamentsdebatte an die Öffentlichkeit. Ferner zeigte man auf der Messe die Hubschrauber Enstrom Shark und CSIR Experimental Autogyro II. Die Messe verlief unter internationaler Beteiligung. Im selben Jahr, am 4. November, hatte der UN-Sicherheitsrat auf Initiative der USA ein sechsmonatiges Waffenembargo gegen Südafrika beschlossen, das von Pretoria mit verstärkt vorangetriebenen Entwicklungen und dem Ausbau eigener Produktion auf dem Militärsektor beantwortet wurde. Südafrika produzierte die Mirage unbeirrt weiter und Frankreich konnte darauf keinen politischen Einfluss ausüben.
Im Jahr 1977 verfügte das Department of Transport (Transportministerium) Veränderungen für den Flugverkehr in Südafrika. Demnach wurde der Lanseria-Airport dazu bestimmt, künftig hier alle Flüge von und zum Ausland abzuwickeln, bei denen die Maschinen im Ausland registriert waren.
Das South African Air Force Museum verlegte 1978 seine Werkstatt auf das Flughafengelände und eröffnete 1980 einen Besucherbereich.
Weitere Luftfahrtmessen folgten 1979 und 1981 mit wachsenden Erfolg für die Aussteller und Veranstalter.
Auf dem Flughafengelände befand sich vom Mai 1979 bis zu seiner Schließung im Jahr 1991 der Standort des 4th Impala Squadron und des 41th Reconnaissance Squadron der Special Forces der südafrikanischen Streitkräfte. Im Oktober 1980 veranstaltete das Museum einen Erinnerungstag für das 41th Reconnaissance Squadron.
1990 gaben die Eigentümer des 300 Hektar großen Flughafenareals, die Gemeinden Roodepoort und Krugersdorp sowie die Transvaal-Administration, bekannt, den Airport verkaufen zu wollen. Nach einer Ausschreibung erhielt 1991 ein Konsortium privater Investoren den Zuschlag. Im Verlauf des Jahres 1991 wickelte der Flughafen etwa 108.000 Flugbewegungen und fertigte über 250.000 Passagiere ab.
Als Nelson Mandela aus dem Gefängnis entlassen wurde und mit dem Flugzeug nach Johannesburg kam, betrat er auf dem Lanseria-Airport wieder den Boden. Bis heute nutzt man diesen Flughafen für die Ankunft und den Abflug von Staatsgästen sowie anderen besondere Personen.
Bis 1999 stiegen die Passagierzahlen weiter an. Die alten Gebäude und Anlagen waren diesen Betriebsanforderungen nicht mehr gewachsen. Deshalb baute man das Hauptterminal um und konnte es 2002 dem Betrieb übergeben. Gleichzeitig wurden die Start- und Landebahnen sowie die Rollbahnen saniert.
Nach einer im Februar 2001 erfolgten Evaluation durch die für den Flugverkehr zuständigen Behörden des Landes bestätigte man dem Lanseria-Airport erneut seinen Status als internationaler Flughafen, der einzigen privat betriebenen Einrichtung dieser Art in Südafrika. In der ersten Hälfte 2010 kam es zu Erweiterungsbauten im Bereich der Domestic Departure Lounge (Inland-Abflugbereich), um dem gestiegenen Linienverkehr zwischen Lanseria und Durban besser bewältigen zu können. In diesem Zusammenhang erweiterte man die Parkplatzkapazitäten für PKWs der Passagiere.

## Technische Details
Im Jahr 2004 erfolgten Ausbauarbeiten an den Flugpisten. In deren Folge können auf dem Lanseria-Airport Flugzeuge der Typen Boeing 757-300 und Airbus 319 abgefertigt werden.
Am 11. November 2013 ging die neue, 45 Meter breite und etwa 3000 Meter lange Start- und Landebahn in Betrieb.